# Thalassodes antithetica
Thalassodes antithetica là một loài bướm đêm trong họ Geometridae.